# 本経寺 (京都市)
本経寺（ほんきょうじ）は、京都府京都市伏見区にある、日蓮本宗の寺院。山号は久遠山。

## 概要
日蓮宗の勝劣派の檀林として、小栗栖檀林が開かれた。近年、明智光秀が殺害された竹薮の土留擁壁が整備された。

## 歴史
- 1506年（永正3年）要法寺11世・日法は本経寺を建立する。
- 1658年（万治1年）要法寺22世・日祐は小栗栖檀林を開檀する。
- 1714年（正徳4年）火災により、焼失する。その後、再建する。
- 1872年（明治5年）学制発布により、小栗栖檀林は廃檀する。

## その他
- 明智薮[2]
- 明智光秀供養碑

## 交通アクセス
- 京阪バス小栗栖バス停下車。